# Finnish Open 2014
Die Finnish Open 2014 fanden vom 3. bis zum 6. April 2014 in der Energia Areena in Vantaa statt. Es war die 17. Austragung dieser internationalen Meisterschaften von Finnland im Badminton.

## Medaillengewinner
| Disziplin    | Gold                                 | Silber                         | Bronze                              |
| ------------ | ------------------------------------ | ------------------------------ | ----------------------------------- |
| Herreneinzel | Emil Holst                           | Lucas Corvée                   | Scott Evans                         |
| Herreneinzel | Emil Holst                           | Lucas Corvée                   | Flemming Quach                      |
| Dameneinzel  | Line Kjærsfeldt                      | Anna Thea Madsen               | Stefani Stoeva                      |
| Dameneinzel  | Line Kjærsfeldt                      | Anna Thea Madsen               | Natalia Perminova                   |
| Herrendoppel | Anders Skaarup Rasmussen Kim Astrup  | Huang Po-jui Lu Ching-yao      | Frederik Colberg Mikkel Mikkelsen   |
| Herrendoppel | Anders Skaarup Rasmussen Kim Astrup  | Huang Po-jui Lu Ching-yao      | Mathias Christiansen David Daugaard |
| Damendoppel  | Line Damkjær Kruse Marie Røpke       | Gabriela Stoeva Stefani Stoeva | Victoria Dergunova Olga Morozova    |
| Damendoppel  | Line Damkjær Kruse Marie Røpke       | Gabriela Stoeva Stefani Stoeva | Olga Golovanova Viktoriia Vorobeva  |
| Mixed        | Anders Skaarup Rasmussen Lena Grebak | Nico Ruponen Amanda Högström   | Sam Magee Chloe Magee               |
| Mixed        | Anders Skaarup Rasmussen Lena Grebak | Nico Ruponen Amanda Högström   | Chris Coles Alyssa Lim              |